# Dasyscyphus pulchricolor
Dasyscyphus pulchricolor är en svampart som beskrevs av Svrcek 1977. Dasyscyphus pulchricolor ingår i släktet Dasyscyphus och familjen Hyaloscyphaceae.   Inga underarter finns listade i Catalogue of Life.